# Taharana zhangi
Taharana zhangi är en insektsart som beskrevs av Nielson 1998. Taharana zhangi ingår i släktet Taharana och familjen dvärgstritar. Inga underarter finns listade i Catalogue of Life.